# Абду-ль-Ваххаб аш-Шарани
‘Абду-ль-Ваххаб ибн Ахмад аш-Ша‘рани (араб. عبد الوهاب ابن أحمد الشعرانى‎; 1492, Ша‘ран — 1565, Каир) — исламский богослов, правовед шафиитского мазхаба, ашарит, поэт, суфий.

## Биография
Основными источниками жизни аш-Ша‘рани являются его собственные сочинения, которые, конечно же, должны использоваться с осторожностью. Это особенно касается Лятаиф аль-Минан, в котором имеется длинное описания благодати, подаренной ему Богом. Помимо перечисления чудесных событий, эта работа также включает в себя множество автобиографических элементов. ‘Абду-ль-Ваххаб аш-Ша‘рани родился в ночь на 27 рамадан 898 года хиджры в Египте, в селении Ша‘ран (отсюда и нисба «аш-Ша‘рани»), а умер в месяц джумад аль-уля в Каире. Был потомком Али ибн Абу Талиба.
В 8 лет стал хафизом Корана. В 10 лет стал круглым сиротой.
Был учеником суфийского шейха-поэта Али аль-Хаваса (араб. علي الخواص‎), Мухаммада аш-Шанави محمد الشناوي и Али аль-Марсафи (араб. علي المرصفي‎). Был посвящён в 26 тарикатов, в том числе тарикат шазилийя. Основал собственный тарикат "Шаравийя". Обладал значительным влиянием в Египте, особенно в Каире. Имел духовный ранг «Кутб ар-раббани» القطب الربانى. После его смерти тарикат значительно уменьшился, хотя просуществовал вплоть до XIX века.
На его мировоззрение повлияли идеи аль-Кушайри, аль-Газали и Ибн Араби.

## Труды
За свою жизнь написал более 300 трудов по различным отраслям исламских знаний. Помимо объёмных мистических писаний, он также составил сокращённый вариант медицинского трактата ас-Сувейди (1204—1292) (араб. مختصر تذكرة الإمام السويدي في الطب‎).
- Мизан аль-Кубра (араб. الميزان الكبرى‎) — фундаментальный труд аш-Шарани, в котором он сравнивает правовые положения четырёх суннитских мазхабов. Он рассматривал различия правовых предписаний, в зависимости от их сложности, как либо строгость (‘азима), либо облегчение (рухса);
- Ляваких аль-анвари аль-кудсия фи байани аль-‘ухуд аль-Мухаммадия (араб. لواقح الأنوار القدسية في بيان العهود المحمدية‎) — в этой книге он приводит хадисы назидательного характера и призывает сверяться с ними, дабы человек мог определить собственный уровень соблюдения религиозных предписаний. В предисловии к этой книге он пишет, что, приведя в ней хадисы пророка Мухаммада по каждому пункту, он хотел сохранить её от посторонних вмешательств;
- Кашф аль-гумма ан джами‘и аль-умма (араб. كشف الغمة عن جميع الأمة‎) — книга об исламском праве четырёх мазхабов. В ней приводятся хадисы и доводы, ссылаясь на которые четыре имама принимали то или иное шариатское решение. Эта книга подтверждает его слова о том, что он обладает знаниями четырёх мазхабов.
- аль-Манхаджу аль-мубин фи байани адиллятиль аиммат аль-муджтахидин المنهج المبين في بيان أدلة الأئمة المجتهدين   — в этой книге он рассказал о хадисоведах, которые передали хадисы, приведённые в предыдущей книге. То есть он назвал передатчиков хадисов, которые были приведены в книге Кашф аль-гумма. Это говорит о том, что аш-Шарани был сведущ и в науке хадиса;
- аль-Каваид ас-суфийа (араб. قواعد الصوفية‎) — книга о терминологии суфиев;
- Минхадж аль-вусуль иля макасид аль-усуль منهاج الوصول إلى مقاصد الأصول   — о методике извлечения шариатских решений из священных текстов. К этой же науке относится его книга аль-Иктибас фи ‘ильми аль-кийас الاقتباس فى علم القياس
- Аль-явакит валь джавахир фи баян акаид аль-акабир  اليواقيت والجواهر في بيان عقائد الأكابر — книга о суфиях и их вероубеждении;
- аль-Джавхар аль-масун фи ‘улюми китаби-Лляхи аль-масун الجوهر المصون — о коранических науках;
- Табакат ас-суфийа (араб. الطبقات الصفية‎) — биографии сподвижников и их последователей из числа суфиев;
- аль-Хадду ль-хисам, ат-Татабуу ва-ль-вахс и аль-Бурук аль-хаватиф — в этих книгах он пояснил, что истинные суфии придерживаются Корана, хадисов и основ религии, не придавая значения различным видениям и чудесам; По убеждению сторонников истинного суфизма, сверхъестественные явления являются дополнительной преградой на пути познания Аллаха. Поэтому, когда появились лжесуфии, которые, преступая рамки Шариата, утверждали, что им было какое-то видение, истинные суфии выступили с протестом. Они считали неприемлемым переходить границы Шариата, ссылаясь на различные видения и чудеса.
- Фараид аль-каляид фи ‘ильми аль-‘акаид فرائد القلائد في علم العقائد   — о науке вероучения;
- Джавахир ва ад-дурар الجواهر و الدرر  — в этой книге он собрал явные и сокровенные знания, полученные от своего учителя, суфийского поэта-мистика шейха Али аль-Хаваса;
- аль-Кибрит аль-ахмар (араб. الكبريت الأحمر‎) — о науке суфизма;
- Танбих аль-мугтаррин تنبيه المغترين
- Кашф аль-хиджаб ва ар-ран كشف الحجاب والران
- Муфхим аль-акбад фи маварид аль-иджтихад  مفحم الأكباد في موارد الاجتهاد
- Ляваих аль-хузлян لوائح الخذلان
- Мухтасару каваиди аз-Заркаши مختصر قواعد الزركشي
- Аль-бахр аль-мавруд фи аль-мавасик валь-`ухуд» البحر المورود في المواثيق والعهود - завистники из его современников привнесли много порицаемого в его книги, дабы заклеймить его как заблудшего. Но это никак не повлияло на его высокий духовный статус. Люди истины и учёные всегда знали о его величии и не поддавались всякого рода провокациям. Таким искажениям, по его словам, подверглась его книга «аль-Бахр аль-мавруд».